# Anacis syntoma
Anacis syntoma là một loài tò vò trong họ Ichneumonidae.